# Kristijan Kahlina
Kristijan Kahlina (Zagabria, 24 luglio 1992) è un calciatore croato, portiere dello Charlotte FC.

## Statistiche

### Presenze e reti nei club
Statistiche aggiornate al 10 novembre 2024.
| Stagione            | Squadra             | Campionato          | Campionato | Campionato | Coppe nazionali | Coppe nazionali | Coppe nazionali | Coppe continentali | Coppe continentali | Coppe continentali | Altre coppe | Altre coppe | Altre coppe | Totale | Totale |
| Stagione            | Squadra             | Comp                | Pres       | Reti       | Comp            | Pres            | Reti            | Comp               | Pres               | Reti               | Comp        | Pres        | Reti        | Pres   | Reti   |
| ------------------- | ------------------- | ------------------- | ---------- | ---------- | --------------- | --------------- | --------------- | ------------------ | ------------------ | ------------------ | ----------- | ----------- | ----------- | ------ | ------ |
| 2011-2012           | Vinogradar          | 2.HNL               | 28         | -32        |                 | -               | -               |                    | -                  | -                  |             | -           | -           | 28     | -32    |
| 2012-2013           | Vinogradar          | 2.HNL               | 30         | -39        |                 | -               | -               |                    | -                  | -                  |             | -           | -           | 30     | -39    |
| Totale Vinogradar   | Totale Vinogradar   | Totale Vinogradar   | 58         | -71        |                 | -               | -               |                    | -                  | -                  |             | -           | -           | 58     | -71    |
| 2013-2014           | Lučko               | 2.HNL               | 12         | -9         | CC              | 1               | -2              |                    | -                  | -                  |             | -           | -           | 13     | -11    |
| 2014-2015           | Lučko               | 2.HNL               | 19         | -17        | CC              | 0               | 0               |                    | -                  | -                  |             | -           | -           | 19     | -17    |
| Totale Lučko        | Totale Lučko        | Totale Lučko        | 31         | -26        |                 | 1               | -2              |                    | -                  | -                  |             | -           | -           | 32     | -28    |
| 2015-2016           | Koper               | 1.SNL               | 11         | -17        | CS              | 3               | -2              | UEL                | 0                  | 0                  |             | -           | -           | 14     | -19    |
| 2016-2017           | HNK Gorica          | 2.HNL               | 30+2       | -25+-5     |                 | -               | -               |                    | -                  | -                  |             | -           | -           | 32     | -30    |
| 2017-2018           | HNK Gorica          | 2.HNL               | 33         | -29        | CC              | 3               | -3              |                    | -                  | -                  |             | -           | -           | 36     | -32    |
| 2018-2019           | HNK Gorica          | 1.HNL               | 36         | -45        |                 | -               | -               |                    | -                  | -                  |             | -           | -           | 36     | -45    |
| 2019-2020           | HNK Gorica          | 1.HNL               | 36         | -48        | CC              | 1               | 0               |                    | -                  | -                  |             | -           | -           | 37     | -48    |
| 2020-mar. 2021      | HNK Gorica          | 1.HNL               | 14         | -19        | CC              | 2               | -4              |                    | -                  | -                  |             | -           | -           | 16     | -23    |
| Totale HNK Gorica   | Totale HNK Gorica   | Totale HNK Gorica   | 149+2      | -166+-5    |                 | 6               | -7              |                    | -                  | -                  |             | -           | -           | 157    | -178   |
| mar.-giu. 2021      | Ludogorec           | PL                  | 9          | -9         | CB              | 3               | -4              |                    | -                  | -                  |             | -           | -           | 12     | -13    |
| 2021-gen. 2022      | Ludogorec           | PL                  | 10         | -12        | CB              | 1               | 0               | UCL+UEL            | 8+4                | -7+-7              | SB          | 1           | 0           | 24     | -26    |
| Totale Ludogorec    | Totale Ludogorec    | Totale Ludogorec    | 19         | -21        |                 | 4               | -4              |                    | 12                 | -14                |             | 1           | 0           | 36     | -39    |
| 2022                | Charlotte FC        | MLS                 | 31         | -48        | USOC            | 1               | -3              |                    | -                  | -                  |             | -           | -           | 32     | -51    |
| 2023                | Charlotte FC        | MLS                 | 24+1       | -33+-5     | USOC            | 3               | -2              |                    | -                  | -                  | LC          | 5           | -8          | 33     | -48    |
| 2024                | Charlotte FC        | MLS                 | 34+3       | -37+-3     |                 | -               | -               |                    | -                  | -                  | LC          | 1           | -1          | 38     | -41    |
| Totale Charlotte FC | Totale Charlotte FC | Totale Charlotte FC | 89+4       | -118+-8    |                 | 4               | -5              |                    | -                  | -                  |             | 6           | -9          | 103    | -140   |
| Totale carriera     | Totale carriera     | Totale carriera     | 364        | -432       |                 | 18              | -20             |                    | 12                 | -14                |             | 7           | -9          | 400    | -465   |

### Cronologia presenze e reti in nazionale
| Cronologia completa delle presenze e delle reti in nazionale ― Croazia under 19 | Cronologia completa delle presenze e delle reti in nazionale ― Croazia under 19 | Cronologia completa delle presenze e delle reti in nazionale ― Croazia under 19 | Cronologia completa delle presenze e delle reti in nazionale ― Croazia under 19 | Cronologia completa delle presenze e delle reti in nazionale ― Croazia under 19 | Cronologia completa delle presenze e delle reti in nazionale ― Croazia under 19 | Cronologia completa delle presenze e delle reti in nazionale ― Croazia under 19 | Cronologia completa delle presenze e delle reti in nazionale ― Croazia under 19 |
| Data                                                                            | Città                                                                           | In casa                                                                         | Risultato                                                                       | Ospiti                                                                          | Competizione                                                                    | Reti                                                                            | Note                                                                            |
| ------------------------------------------------------------------------------- | ------------------------------------------------------------------------------- | ------------------------------------------------------------------------------- | ------------------------------------------------------------------------------- | ------------------------------------------------------------------------------- | ------------------------------------------------------------------------------- | ------------------------------------------------------------------------------- | ------------------------------------------------------------------------------- |
| 15-9-2009                                                                       | Bistra                                                                          | Croazia under 19                                                                | 0 – 0                                                                           | Slovenia under 19                                                               | Amichevole                                                                      | -                                                                               | 51’                                                                             |
| Totale                                                                          |                                                                                 | Presenze                                                                        | 1                                                                               |                                                                                 | Reti                                                                            | 0                                                                               |                                                                                 |

## Palmarès

### Club
- Druga hrvatska nogometna liga: 1

HNK Gorica: 2017-2018
- Campionato bulgaro: 1

Ludogorec: 2020-2021
- Supercoppa di Bulgaria: 1

Ludogorec: 2021

### Individuale
- Miglior portiere della Major League Soccer: 1

2024
- MLS Best XI: 1

2024